# Homoneura littoralis
Homoneura littoralis är en tvåvingeart som först beskrevs av Malloch 1915.  Homoneura littoralis ingår i släktet Homoneura och familjen lövflugor. Inga underarter finns listade i Catalogue of Life.